# Páll Finnur Páll
Páll Finnur Páll, eller i folkmun PFP är en färöisk musikgrupp från Tórshavn.
Musikgruppen bildades i den färöiska huvudstaden Tórshavn och är idag en av de största i landet. Gruppen fick extrem framgång då låten "Herbergið" (Härberget) släpptes på skivan "Förist". Texterna är provocerande och respektlösa och sjungs med en viss charm.
Under sommaren 2006 spelar Páll Finnur Páll in ett nytt album som planeras släppas under slutet av sommaren. Under sommaren 2006 deltog musikgruppen under flera festivaler som G! Festival, Summarfestivalurin och Asfalt på Färöarna.

## Diskografi
- 2005 – Förist
- 2003 – Bermenn